# Tarlochan Singh
Tarlochan Singh Bawa (12. veljače 1923. – 24. travnja 2008.) je bivši indijski hokejaš na travi. Rodom je bio iz sikhske obitelji.
Osvojio je zlatno odličje igrajući za Indiju na hokejaškom turniru na Olimpijskim igrama 1948. u Londonu.

## Vanjske poveznice
- Profil na Database Olympics
- Bharatiya Hockey Osmrtnica